# Błędów (gromada w powiecie grójeckim)
Błędów – dawna gromada, czyli najmniejsza jednostka podziału terytorialnego Polskiej Rzeczypospolitej Ludowej w latach 1954–1972.
Gromady, z gromadzkimi radami narodowymi (GRN) jako organami władzy najniższego stopnia na wsi, funkcjonowały od reformy reorganizującej administrację wiejską przeprowadzonej jesienią 1954 do momentu ich zniesienia z dniem 1 stycznia 1973, tym samym wypierając organizację gminną w latach 1954–1972.
Gromadę Błędów z siedzibą GRN w Błędowie utworzono – jako jedną z 8759 gromad – w powiecie grójeckim w woj. warszawskim, na mocy uchwały nr VI/10/5/54 WRN w Warszawie z dnia 5 października 1954. W skład jednostki weszły obszary dotychczasowych gromad Błędów, Błędów Nowy, Bielany, Dalboszek, Fabianów, Julianów, Oleśnik, Tomczyce, Wólka Kurdybanowska i Zofiówka ze zniesionej gminy Błędów oraz obszar dotychczasowej gromady Dąbrówka ze zniesionej gminy Lipie w tymże powiecie. Dla gromady ustalono 25 członków gromadzkiej rady narodowej.
29 lutego 1956 do gromady Błędów przyłączono część wsi Janki z gromady Wilków w tymże powiecie.
31 grudnia 1959 1 stycznia 1960 do gromady Błędów przyłączono obszary zniesionych gromad: Gołosze (bez wsi Błogosław, Śmiechówek i Wólka Gołowska) i Dańków (bez wsi Dobiecin, Dziumin, Główczyn, Główczyn Towarzystwo, Marysin, Miechowice, Pawłowice i Popowice) w tymże powiecie (wykreślone zmiany retroaktywnie uchylone uchwałami z 25 lutego 1960).
31 grudnia 1961 z gromady Błędów wyłączono część obszaru wsi Dalboszek pod nazwą Dalboszek-Parcela, włączając ją do gromady Mogielnica w tymże powiecie.
Gromada przetrwała do końca 1972 roku, czyli do kolejnej reformy gminnej. 1 stycznia 1973 w powiecie grójeckim reaktywowano gminę Błędów.